# Energy Star

Logo Energy Star.

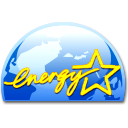
Le logo Energy Star apposé sur certains équipements.

Energy Star est un programme gouvernemental américain chargé de promouvoir les économies d'énergie aux États-Unis et utilisé au Canada, en Australie et dans l'Union européenne. Il a été lancé par l'Environmental Protection Agency en 1992 pour réduire les émissions de gaz à effet de serre. Il prend la forme d'un label apposé sur différents produits qui respectent les normes environnementales, tels que les ordinateurs, les éclairages ou encore les appareils électroménagers. Il peut aussi être attribué à des bâtiments industriels, des bureaux ou des maisons particulières, des monuments ; ainsi, en 2005, 2 000 bâtiments et 350 000 nouvelles maisons ont reçu cette marque de qualité aux États-Unis. Depuis 2010, l'Empire State Building à New York reçoit le label Energy star tous les ans.

## Le référentiel aux États-Unis
Sur Internet, le programme permet aux utilisateurs de repérer les matériels les plus efficaces en termes de rendement énergétique. Ils sont classés ainsi :
- les appareils électroménagers (réfrigérateur, lave-linge, lave-vaisselle, four à micro-ondes, etc.) ;
- les moniteurs ;
- les ordinateurs personnels et de bureau ;
- les ordinateurs portables et tablettes ;
- les systèmes informatiques intégrés ;
- les serveurs ;
- les stations de travail ;
- les consoles de jeux vidéo ;
- les appareils de traitement d’images.

Radio Canada a estimé les économies en consommation électrique des consommateurs américains générées par le programme Energy Star a plus de 500 milliards de dollars depuis sa mise en place. Il a également évité le rejet de plus de 4 milliards de tonnes de gaz à effet de serre dans l'atmosphère. L'agence en charge du programme a un coup annuel de 30 millions de dollars.

## Le référentiel européen
En 2001, la Commission européenne a signé un accord avec les États-Unis pour favoriser sa mise en place en Europe.[réf. souhaitée]  En novembre 2009, la Commission européenne et l'Environmental Protection Agency (EPA) américaine ont fait entrer en vigueur l'Energy Star 5.0 display[réf. souhaitée]. L'EPA et l'Union européenne ont ainsi mis en place un nouveau référentiel concernant les dispositifs d'affichage. Ceci devrait permettre d'économiser près de 9 TWh d'énergie au cours de la durée de vie du produit.

## Critiques
À l'origine, le label était attribué après des tests effectués par les constructeurs eux-mêmes ; il y a eu des cas où des laboratoires indépendants ont mis en évidence une grande différence entre la consommation électrique déclarée et la consommation électrique mesurée, par exemple dans le cas d'un réfrigérateur de la marque LG[source insuffisante]. Une autre critique est que les bancs de tests ne sont pas toujours réalistes, le test de consommation électrique d'un réfrigérateur se faisant uniquement porte fermée, ce qui est loin des conditions réelles d'utilisation.